# 唐津市の地名
唐津市の地名では、佐賀県唐津市の地名の一覧を記す。

## 旧唐津市の現行町名
平成の大合併前の唐津市域の町・大字を下記に列挙する。また、それぞれの町字と異なる範囲で行政区が設置されている場合は、別途記載する。また、単独で行政区が設置されていない町字は※を記す。
- 栄町
- 大名小路
- 南城内
- 西城内
- 北城内
- 東城内
- 東唐津1丁目～4丁目
- 千代田町
- 魚屋町
- 木綿町
- 京町
- 高砂町
- 本町
- 中町
- 呉服町
- 紺屋町
- 米屋町
- 刀町
- 坊主町
- 材木町
  - 行政区：西材木町、東材木町
- 船宮町
- 東町
- 元石町
- 水主町
- 大石町
- 十人町
  - 行政区：西十人町、東十人町
- 東山
- 梨川内
- 大良
- 後川内
- 八百屋町
- 平野町
- 新町
- 弓鷹町
- 西寺町
- 新興町
  - 行政区：東新興町、西新興町
- 熊原町
- 町田※
- 町田1丁目～5丁目
- 長谷
- 旭が丘
- 神田
- 行政区：内田、上神田、風早、長松、中村、西、西浦、東、山口、陽光台
- 見借
- 朝日町
  - 行政区：西朝日町、東朝日町
- 山下町
- 桜馬場
- 菜畑
  - 行政区：東菜畑、西菜畑、南菜畑
- 富士見町
- 元旗町
- 江川町
- 西旗町
- 西浜町
- 二タ子
  - 行政区：一部が西唐津1丁目の一部とともに「中山町」。他は二タ子各丁目の一部と思われる。
- 二タ子1丁目～3丁目
- 妙見町
  - 行政区：妙見東町、妙見中町、妙見西町
- 東大島町
- 西大島町
  - 行政区上は東西合わせて大島町。
- 海岸通
- 藤崎通
- 西唐津1丁目～3丁目
- 南富士見町
- 竹木場
- 菅牟田
- 重河内
- 熊ノ峰
- 唐川
- 高島
- 中瀬通※
- 八幡町
- 橋本町
- 桜町
- 佐志※
- 佐志南
- 佐志中里
- 佐志中通
- 佐志浜町
- 鳩川
- 唐房1丁目～7丁目
- 枝去木
- 浦
- 山本
  - 行政区：山本・山本荘苑・山本西新町
- 橋本
- 養母田
- 養母田鬼塚
- 和多田※
- 和多田海士町
- 和多田百人町
- 和多田東百人町
- 和多田先石
- 和多田用尺
  - 行政区：和多田用尺、和多田用尺西、和多田用尺東、和多田用尺南
- 和多田南先石
- 和多田天満町1丁目～2丁目
- 和多田大土井
- 和多田西山
- 和多田本村
- 千々賀
- 石志
- 畑島
- 山田
- 鏡
  - 行政区：今組、今村、梶原、高畑、田中、辻、虹町、町、山添
- 鏡新開
  - 行政区：今組の一部
- 松南町
- 半田
  - 行政区：河内、中組、本村、矢作
- 宇木
  - 行政区：宇木上、宇木下、宇木中、東宇木
- 双水
  - 行政区：双水、つつじ丘
- 柏崎
- 原
  - 行政区：原、原西、原東
- 夕日
- 久里
  - 行政区：上久里、下久里
- 中原
- 神集島
- 相賀
- 湊町
  - 行政区：湊町岡、湊町浜
- 中里
- 屋形石
- 横野

## 旧唐津市の町字の変遷

### 市制時の大字
1889年の近代市町村制の施行により、東松浦郡唐津町・満島村・唐津村にそれぞれ以下の大字が成立した。
満島村・唐津村が、それぞれ1924年・1928年に編入され（ただし、唐津町と唐津村にそれぞれ存在した大字唐津は合併時に統合された）、13大字を編成したのち、1932年に唐津町が市制施行して唐津市となった。
唐津町
- 唐津
- 東

満島村
- 満島
- 高島

唐津村
- 唐津
- 大石
- 大島
- 神田
- 見借
- 竹木場
- 唐川
- 菅牟田
- 重河内
- 熊ノ峰

### 旧佐志町編入時の大字
佐志村が1935年に町制施行して成立した佐志町が1941年に編入され、佐志町の5大字が引き継がれた。
- 佐志
- 唐房
- 浦
- 鳩川
- 枝去木

### 戦後の町名・大字の設置
1947年、町名設置が行われ、以下の町・大字が発足する。なお、町名設置が行われた7大字については、佐志以外廃止された。
唐津
- 城内西
- 城内東
- 栄町
- 大名小路
- 千代田町
- 魚屋町
- 木綿町
- 京町
- 高砂町
- 本町
- 中町
- 呉服町
- 紺屋町
- 米屋町
- 刀町
- 坊主町
- 材木町
- 船宮町
- 水主町
- 大石町
- 十人町
- 八百屋町
- 平野町
- 新町
- 弓鷹町
- 西寺町
- 新興町
- 熊原町
- 朝日町
- 山下町
- 桜馬場
- 富士見町
- 元旗町
- 江川町
- 西旗町
- 西浜町
- 妙見町
- 海岸通
- 藤崎通
- 西唐津1丁目～3丁目
- 町田(大字)
- 菜畑(大字)
- 二タ子(大字)

満島
- 川口町
- 新築町
- 大正町
- 松浦町
- 宮ノ町

東
- 東町

大石
- 元石町

大島
- 大島港町
- 大島元町

佐志
- 八幡町
- 橋本町
- 桜町
- 佐志南
- 佐志中里
- 佐志中通
- 佐志浜町

唐房
- 唐房1丁目～7丁目

### 住居表示などによる町名設置
なお、上記の地域においては、以後、住居表示などにより、以下の町名設置が行われた。年ごとに列挙する。
1956年
- 大島町（大島港町・大島元町を統合）

1965年
- 東唐津1丁目～4丁目（旧大字満島の5町に住居表示実施。）
- 二タ子1丁目～3丁目（二タ子の一部に住居表示実施。）

1966年
- 北城内
- 東城内
- 西城内
- 南城内

城内東・城内西に住居表示実施。
1967年
- 東大島町
- 西大島町

大島町に住居表示実施。
1972年
- 旭が丘（町田の一部に住居表示実施。）

1974年
- 中瀬通（埋め立てにより新たに発足）

1976年
- 町田1丁目～5丁目（町田の一部に住居表示実施。）

1990年代頃
- 長谷

1998年
- 南富士見町

### 昭和の大合併等で合併した地区
1954年（昭和29年）に東松浦郡鬼塚村ほか4村を合併した。佐賀県では、合併した地区は旧町村名を「○○町××」と表記する市が多い中、唐津市ではそれを行わず、「唐津市」に続け大字を表記する。

また、1958年に切木村の一部を編入した。同様に、「唐津市」に続け大字を表記する。

#### 旧鬼塚村
- 養母田
- 鬼塚（唐津市編入時、養母田・和多田の一部から発足）
- 和多田
- 千々賀
- 山田
- 畑島
- 山本
- 橋本
- 石志

その後、平成に入り、和多田・鬼塚で住居表示が実施された。
- 養母田鬼塚（設置と同時に大字鬼塚を廃止）
- 和多田海士町（1989年）
- 和多田百人町（1989年）
- 和多田東百人町（1989年）
- 和多田先石（1989年）
- 和多田用尺（1989年）
- 和多田南先石（1989年）
- 和多田天満町1丁目～2丁目（1989年）
- 和多田大土井（1989年）
- 和多田西山（1989年）
- 和多田本村（1989年）

#### 旧湊村
- 湊町（唐津市編入時、湊より改称）
- 相賀
- 神集島
- 屋形石
- 横野
- 中里

#### 旧鏡村
- 鏡
- 半田
- 宇木

その後、鏡の一部で住居表示・町名設置が実施された。
- 松南町（1976年）
- 鏡新開（2012年）

#### 旧久里村
- 双水
- 夕日
- 久里
- 柏崎
- 中原
- 原

なお、1900年代初頭までは大字西原があったが、原に編入されている。
また、1948年に伊岐佐・黒岩・大野を東松浦郡相知町に編入している。

#### 旧切木村
切木村の残りは同時に玄海町・肥前町に編入されている。
- 東山（唐津市編入時、切木・赤坂の一部から発足）
- 大良
- 後川内
- 梨川内

## 平成の大合併で合併した地区
2005年（平成17年）に唐津市と東松浦郡の6町1村が合併し、2006年（平成18年）には七山村も編入された。合併した地区はいずれも旧町村名を住所に表記している。
なお、住所は、旧町では「唐津市○○町××」のように、旧村では「唐津市○○××」のように表記される。
旧市と同様に、大字と異なる範囲で行政区が設置されている場合は別途記載する。

### 肥前町
旧入野村
- 入野
  - 行政区：入野西、入野東、駄竹、晴気
- 犬頭
- 星賀
- 向島
- 納所
  - 行政区：納所西、納所東、京泊
- 鶴牧
  - 行政区：鶴牧、大鶴、菖津
- 寺浦
- 梅崎
- 新木場
- 上ヶ倉
- 田野
  - 行政区：田野、阿漕、新田、高串

旧切木村
- 切木
  - 行政区：切木、牧の地
- 赤坂
- 湯野浦
- 杉野浦
- 中浦
- 大浦
  - 行政区：大浦岡、大浦浜
- 満越
- 瓜ヶ坂
- 万賀里川
  - 行政区：万賀里川、八折栄
- 仁田野尾
- 座川内
- 湯野尾

なお、肥前町が成立した合併（1958年）と同時に旧切木村のうち座川内・湯野尾が玄海町に、大良・後川内・梨川内が唐津市に編入されている。

### 鎮西町
旧名護屋村
- 名護屋
  - 行政区：茜屋町、海士町、浦方、先方、先部、沙子、殿山、中町、元組、畑ヶ中、古里、麦原
- 野元（1972年、名護屋より独立）
  - 行政区：野元、一堂、鬼木
- 串
- 波戸
  - 行政区：竹ノ内、前田
- 加唐島
- 松島（1976年、加唐島より独立）
- 馬渡島
  - 行政区：野中、二タ松、宮ノ本

旧打上村
- 打上
  - 行政区：村下、深田、中通、中平、潟
- 菖蒲
- 赤木
- 石室
  - 行政区：石室上、石室下
- 丸田
- 加倉
- 岩野
- 高野
- 塩鶴
- 中野
  - 行政区：中野、辻
- 八床
- 横竹
- 早田(1990年代ごろ、打上？より独立)

### 呼子町
- 呼子
  - 行政区：愛宕町、海士町、川端町、小倉町、先方町、釣町、天満町、中町、松浦町、宮ノ町
- 大友
- 小友
- 殿ノ浦
  - 行政区：殿ノ浦岡、殿ノ浦西、殿ノ浦浜
- 加部島
  - 行政区：加部島、片島
- 小川島

### 北波多
- 徳須恵
- 大杉
- 岸山
  - 行政区：岸山、矢代町、芳谷
- 稗田
  - 行政区：稗田1～2区
- 志気
- 行合野
- 田中
  - 行政区：田中、立園、千草野
- 竹有
  - 行政区：下竹有、上竹有
- 山彦
- 下平野
- 上平野
- 成淵

### 厳木町
- 厳木
- 広瀬
- 浦川内
- 中島
- 牧瀬
  - 行政区：牧瀬、旭ヶ丘
- 瀬戸木場
- 波瀬
- 箞木（機種依存文字であるため、「うつぼ木」とも表記される）
- 岩屋
  - 行政区：岩屋、新屋敷
- 本山
  - 行政区：本山、高倉、舟木谷、椋ノ木
- 天川
- 広川
- 鳥越
- 平之
- 星領

### 相知町
- 相知
  - 行政区：押川、梶山、上園、川端町、米ノ山、栄町、新天町、末広町、杉野、田端町、辻町、寺町、天神町1～3丁目、天徳、中園、西和田、橋口町、浜白町、弁天町、本町1～2丁目、緑町、緑山、山手町、和田
- 鷹取
  - 行政区：新長の一部？
- 長部田
  - 行政区：長部田、新長
- 楠
  - 行政区：楠、高倉
- 町切
- 田頭
- 湯屋
- 横枕
- 千束
  - 行政区：千束、高見台
- 中山
- 山崎
- 牟田部
  - 行政区：牟田部、坊中
- 久保
  - 行政区：久保、上相知
- 佐里
  - 行政区：佐里上、佐里下
- 平山上
  - 行政区：池、尾部田、平山中組、蕨野
- 平山下

以下は、1948年に久里村から編入された区域である。
- 伊岐佐
  - 行政区：伊岐佐上、伊岐佐上中、伊岐佐下中、伊岐佐下、幸ノ元
- 黒岩
- 大野

### 七山
- 滝川
- 木浦
  - 行政区：西木浦、博多、古村
- 仁部
  - 行政区：仁部、柳瀬
- 荒川
- 馬川
- 池原
  - 行政区：大屋敷、桑原、中原
- 藤川
  - 行政区：藤川、野井原、林ノ上
- 白木
  - 行政区：大白木、狩川、樽門

### 浜玉町
旧浜崎町
- 横田上
- 横田下
- 東山田
  - 行政区：山田、野田
- 山瀬
- 浜崎
  - 行政区：浜、東、西、砂子

旧玉島村
- 渕上
- 南山
  - 行政区：南山上、南山下
- 五反田
- 岡口
- 谷口
- 平原
  - 行政区：今坂、草場、座主、戸房、中原、古瀬、柳瀬
- 鳥巣

その他
- 大江（1975年、浜崎・渕上の各一部から発足）